# Petros Avetisyan
Petros Avetisyan (in armeno: Պետրոս Ավետիսյան; Erevan, 7 gennaio 1996) è un calciatore armeno, centrocampista dell'Alaškert.

## Palmarès

### Club

#### Competizioni nazionali
- Supercoppa d'Armenia: 2

Banants: 2014
Ararat-Armenia: 2019
- Coppa d'Armenia: 2

Banants: 2015-2016
Ararat-Armenia: 2023-2024
- Campionato armeno: 1

Ararat-Armenia: 2018-2019